# Circondario di Gerdauen
Il circondario di Gerdauen era un circondario tedesco, nella regione della Prussia Orientale. Esistette dal 1818 al 1945.

## Suddivisione
Al 1º gennaio 1945 il circondario comprendeva le città di Gerdauen e Nordenburg e 69 comuni.